# ボーイズ・タウン (ネブラスカ州)
ボーイズ・タウン (Boys Town) は、アメリカ合衆国ネブラスカ州ダグラス郡の村。2010年アメリカ合衆国国勢調査の人口は 745人であった。ボーイズ・タウンは、オマハの中心部の西18kmほどに位置する郊外地区のひとつとなっている。

## 歴史
もともとオマハで、1917年にエドワード・J・フラナガン神父によって創建された児童自立支援施設が少年の町 (Boys Town) と名付けられ、この施設はフラナガン神父の少年の家 (Father Flanagan's Boys' Home) とも称された。この少年の家がオマハの西郊に本拠地を移転し、行政的に独立した自治村となったのが1936年で、当初の面積は700haほどであった。この施設は、1000人ほどの収容能力をもち、恵まれない子どもたちの養育、療養、教育にあたっている。

## 地理
ボーイズ・タウンは、北緯41度15分39秒 西経96度7分55秒 / 北緯41.26083度 西経96.13194度 (41.260901, -96.131882) に位置している。
アメリカ合衆国国勢調査局によれば、この村の総面積は1.36平方マイル (3.52 km2)で、うち1.32平方マイル (3.42 km2)が陸地、0.04平方マイル (0.10 km2)が水面である。

## 人口構成

### 2010年国勢調査
2010年アメリカ合衆国国勢調査の時点で、人口 745人、6世帯で、2家族がこの村に住んでいた。人口密度は、564.4人毎平方マイル (217.9/km2)であった。住宅戸数は 15戸で、平均密度は 11.4毎平方マイル (4.4/km2)であった。人種構成は、96.2% が白人、26.2% がアフリカ系アメリカ人、3.5% がネイティブ・アメリカン、0.4% がアジア系、0.1% が太平洋諸島系、1.6% がその他の人種となっており、2.1% は2つ以上の人種の混交であった。いずれの人種かに関わらず、ヒスパニックないしラティーノと回答した者は 10.1% であった。
6世帯のうち、16.7% には18歳未満の子どもがおり、33.3% は結婚し同居している夫婦で、66.7% は家族の定義から外れる世帯であった。全世帯の 66.7% は、単身世帯であり、16.7% は65歳以上の独居高齢者の世帯であった。平均世帯人員は 3.17人、平均家族人員 3.00人であった。
この町の年齢中央値は 16.7 歳であった。年齢階層別では、72.8% が18歳未満、10.9% が18歳から24歳、13.2% が25歳から44歳、2.8% が45歳から64歳、0.1% が65歳以上であった。男女比では、57.2% が男性、42.8% が女性であった。

### 2000年国勢調査
2000年アメリカ合衆国国勢調査の時点で、人口 818人、57世帯で、53家族がこの町に住んでいた。人口密度は、227.2人/km2（589.7人/平方マイル）であった。住宅戸数は 58戸で、平均密度は 16.1戸/km2（41.8戸/平方マイル）であった。人種構成は、66.01% が白人、21.15% がアフリカ系アメリカ人、1.34% がネイティブ・アメリカン、0.49% がアジア系、1.01% がその他の人種となっており、5.99% は2つ以上の人種の混交であった。いずれの人種かに関わらず、ヒスパニックないしラティーノと回答した者は 7.58% であった。
57世帯のうち、68.4% には18歳未満の子どもがおり、93.0% は結婚し同居している夫婦で、7.0% は家族の定義から外れる世帯であった。全世帯の 7.0% は、単身世帯であり、5.3% は65歳以上の独居高齢者の世帯であった。平均世帯人員は 3.32人、平均家族人員 3.47人であった。
年齢階層別では、78.9% が18歳未満、8.9% が18歳から24歳、11.0% が25歳から44歳、0.7% が45歳から64歳、0.5% が65歳以上であった。年齢中央値は 16 歳であった。女性100人に対する男性の人数は219.5人であった。年齢18歳以上に限ると、150.7人であった。
この村の世帯年収の中央値は $51,442、家族年収の中央値は $51,944 であった。男性の年収中央値は $31,563 で、これに対して女性は $21,042 であった。村の一人当たりの収入は、$3,048 であった。家族のうち 0%、人口のうち 6.1% は、貧困線を下回る水準にあり、その中には、18歳未満人口、65歳以上人口とも、まったく含まれていなかった。